# Companyia

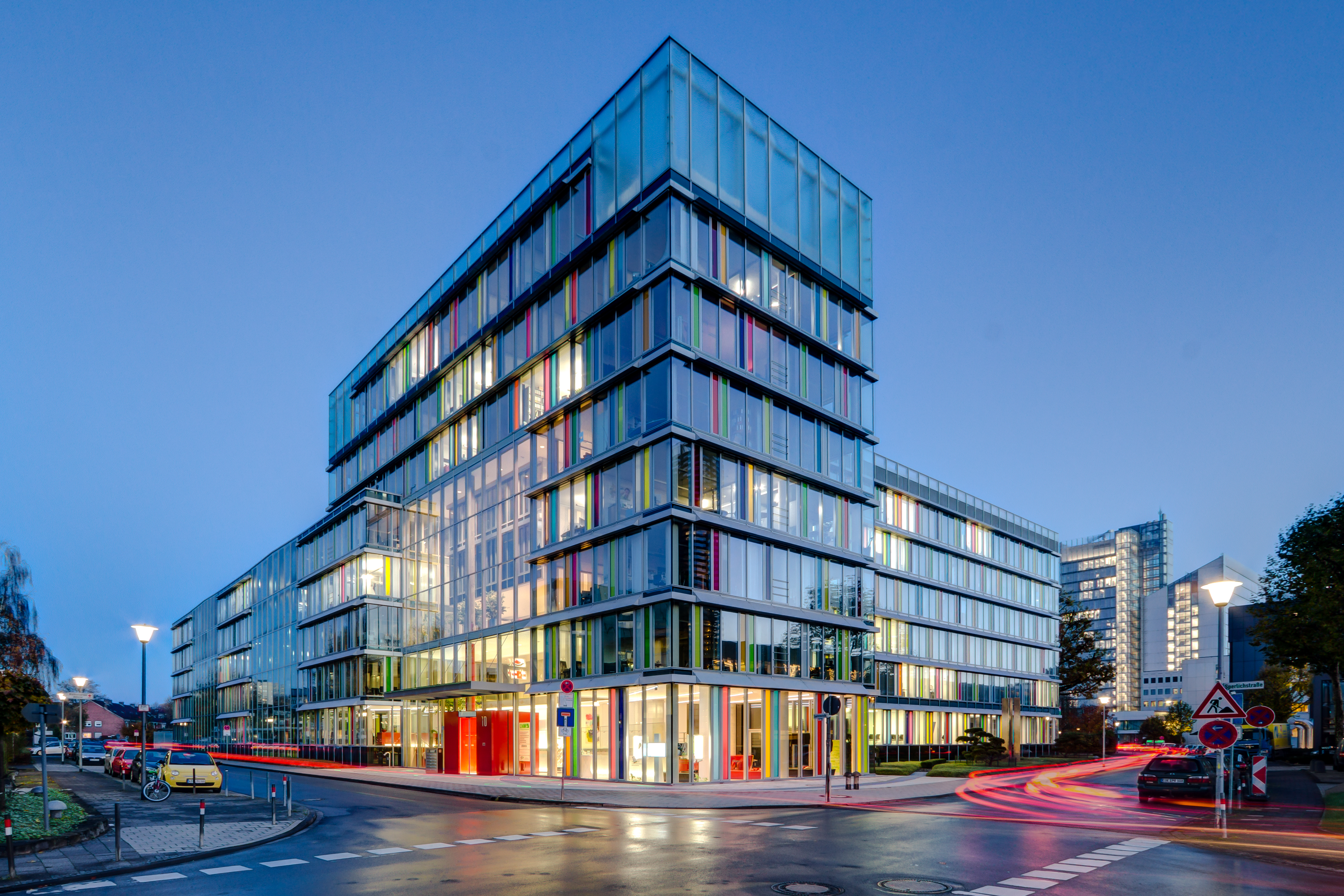
Un modern edifici d'oficines corporatives a Münster, Renània del Nord-Westfàlia, Alemanya.

Una companyia és una persona jurídica que representa una associació de persones, ja siguin físiques, jurídiques o una barreja d'ambdues, amb un objectiu concret.
Els membres de la companyia comparteixen un propòsit comú i s'uneixen per assolir objectius concrets i declarats. Les empreses prenen diferents formes, com ara associacions de voluntaris, que poden incloure organitzacions sense ànim de lucre; entitats empresarials, l'objectiu de les quals és generar beneficis; entitats financeres i bancs i programes o institucions educatives.
Una companyia es pot crear com a persona jurídica de manera que la mateixa empresa tingui una responsabilitat limitada a mesura que els membres compleixin o no compleixin el seu deure d'acord amb la constitució declarada públicament o la política publicada. Quan una companyia tanca, pot ser que s'hagi de liquidar per evitar noves obligacions legals.
Les companyies es poden associar i registrar col·lectivament com a noves empreses; les entitats resultants sovint es coneixen com a grups corporatius.

## Significats i definicions
Una companyia es pot definir com una "persona artificial", invisible, intangible, creada per llei o que està per sota de la llei, amb una personalitat jurídica discreta, successió perpètua i un segell comú. Llevat d'alguns càrrecs alts, les companyies no es veuen afectades per la mort, la pèrdua de salut o la insolvència d'un membre individual.

### Etimologia
La paraula catalana companyia, documentada al segle XIV, té els seus orígens en el terme francès antic compagnie (registrat per primera vegada el 1150), que significa "societat, amistat, intimitat; cos de soldats", que prové de la paraula llatina tardana companio ("el que menja pa amb tu"), documentat per primera vegada a la Lex Salica (en anglès: Salic Law) (c. gahlaibo) com a calc de l'expressió germànica gahlaibo (literalment, "amb pa"), relacionat amb l'antic alt alemany galeipo ("companion") i al gòtic gahlaiba ("messmate").

### Semàntica i ús
Cap al 1303, la paraula es referia als gremis comercials. L'ús del terme companyia per significar "associació empresarial" es va registrar per primera vegada el 1553, i l'abreviatura "co". data de 1769.